# NGC 358
NGC 358 — группа звёзд в созвездии Кассиопея. Первоначально считалось, что это не связанный астеризм, но было обнаружено, что два члена имеют одинаковое расстояние — примерно 1700 световых лет, хотя два других не имеют хорошо ограниченных расстояний, поэтому его точная природа неясна.
Астеризм был обнаружен 4 февраля 1865 года немецко-датским астрономом Генрихом Луи д’Арре.
Этот объект входит в число перечисленных в оригинальной редакции «Нового общего каталога».

## Отдельные объекты
| Компонент                 | Правильное вознесение | Склонение      | Расстояние  | Яркость | Ссылка            |
| ------------------------- | --------------------- | -------------- | ----------- | ------- | ----------------- |
| TYC 4021-519-1            | 01ч 05м 03.5с         | +62° 01′ 41.4″ | 1700 ± 330  | 11.2    | - SIMBAD - VizieR |
| TYC 4021-575-1 CMC 600551 | 01ч 05м 15.4с         | +62° 01′ 37.1″ | 1600 ± 240  | 11.8    | VizieR            |
| TYC 4021-649-1            | 01ч 05м 05.7с         | +62° 00′ 54.5″ | 3800 ± 5400 | 11.6    | VizieR            |
| USNO-A2.0 1500-01120974   | 01ч 05м 19с           | +62° 00′ 57″   | ?           | 12.5    | VizieR USNO-A2.0  |